# Улрих Валтер
Улрих Ханс Валтер (на немски: Ulrich Hans Walter) е германски учен, 5-и астронавт на Федерална република Германия.

## Образование
Роден е на 9 февруари 1954 г. в Изерлон, Северен Рейн-Вестфалия, Германия. След завършване на средно училище в Изерлон през 1972 г. и двугодишна служба в Бундесвера като инструктор в армейска школа по ПВО Улрих Валтер постъпва в Кьолнския университет. През 1980 г. получава диплом по експериментална физика, а през 1985 г. – докторска степен в областта физика на твърдото тяло.
През 1985 – 1987 г. работи в Аргонската национална лаборатория в Чикаго и Калифорнийския университет в Бъркли.

## Космическая подготовка
През август 1987 г. в Германия е проведен избор на астронавти за полета по програмата Spacelab D-2 на космическата совалка „Спейс Шатъл“. Улрих Валтер е един от петте избрани кандидати. От 1988 до 1990 г. той преминава общокосмическа подготовка в Германския аерокосмически център (DLR). Подготовката включва полети със самолета Boeing KC-135 Stratotanker по параболична траектория за времена безтегловност. У. Валтер извършва на него повече от 1300 полета.
През септември 1990 г. получава назначение в екипаж като специалист по полезни товари. Паралелно с провеждането на подготовката през 1991 – 1992 г. е един от кандидатите на Германия за отряд астронавти на ЕКА, но не е зачислен.

## Полет с „Колумбия“
Единствения си космически полет Улрих Валтер провежда през 26 април – 6 май 1993 г. с американската совалка „Колумбия“, мисия STS-55. Полезният товар била лабораторията Spacelab D-2. Изпълнени са около 90 експеримента в областта на естествените науки, физиката, робототехниката, астрономията, изучаването на атмосферата на Земята. Полетът продължава 9 денонощия, 23 часа, 39 минути и 59 секунди.

## След полета
През 1993 г., скоро след полета си, напуска отряда на астронавтите на DLR. През 1994 г. оглавил Германския архив на снимки от космоса в DLR (Оберпфафенхофен). След като немските астронавти са прехвърлени в отряд астронавти на ЕКА, той напуска DLR и минава на работа в германския клон на IBM.
От март 2003 г. Улрих Валтер става професор в Мюнхенския технически университет, където оглавява катедрата по аерокосмически технологии във факултета по машиностроене.
Автор на книгата за своя космически полет „За 90 минути около Земята“ (1997), както и повече от 60 научни статии. Освен това работи като водещ на научно-популярното шоу „MAXQ – жажда за знание“ на баварската телевизия.

## Награди
- Орден „За заслуги пред Федерална Република Германия“ 1-ви клас
- Медал „Вернер фон Браун“

## Семейстео
Женен, има две деца.